# Josep Maria Fusté
Josep Maria Fusté Blanch (Liñola, Lérida, 15 de abril de 1941 - Barcelona, 20 de abril de 2023) fue un futbolista español de los años 1960, que destacó en el FC Barcelona como centrocampista. Jugó diez temporadas en el conjunto catalán, entre 1962 y 1972, participando en un total de 407 partidos, y llegando a ser el capitán del equipo. En su etapa azulgrana contribuyó a la consecución de siete títulos. Durante las presidencias de Sandro Rosell y Josep Maria Bartomeu al frente del Fútbol Club Barcelona, fue asesor deportivo con Carles Rexach y Migueli. [1]
Fue ocho veces internacional con la selección española entre 1964 y 1969.

## Biografía
En 1958 fichó por el Club Deportiu Comtal y en 1960 por el FC Barcelona. En 1960 fue cedido a Osasuna, porque tuvo que realizar el servicio militar en Pamplona, para regresar al Barça en 1962. Jugaba de centrocampista y en el club azulgrana lo hizo durante diez temporadas, entre 1962 y 1972, con un total de 277 partidos oficiales jugados y 72 goles marcados, [2] y llegando a ser el capitán. Ganó un total de cuatro títulos con el club. [3]

## Selección nacional
Fusté jugó ocho veces con la Selección Española, en las que marcó tres goles. José Villalonga fue quien lo hizo debutar el 11 de marzo de 1964 en el primer partido de los cuartos de final de la Eurocopa de 1964 contra la Selección de Irlanda, en el que marcó un gol y también disputó la final de este mismo torneo frente a la URSS el 21 de junio de 1964, que dio el campeonato a España. También participó  en los Mundiales de 1966 de Inglaterra, el que marcó un gol contra Alemania Federal, en la fase de grupos.

## Clubs
- Liñola
- Club Deportivo Condal
- Osasuna: 1961-1962
- FC Barcelona: 1962-1972
- Hércules CF: 1972-1974

## Títulos
- 3 Copas del Generalísimo:  1963, 1968 y 1971
- 1 Copa de Ferias: 1966
- 1 Copa de campeones de Ferias : 1971
- 1 Eurocopa: 1964
- 1 campeonato infantil de Cataluña
- 1 campeonato juvenil de Cataluña
- 1 campeonato de España juvenil

## Carrera internacional
| Selección | Temporada | Partidos | Goles |
| --------- | --------- | -------- | ----- |
| España    | 1963–64   | 4        | 1     |
| España    | 1964–65   | 1        | 1     |
| España    | 1965–66   | 1        | 1     |
| España    | 1966–67   | -        | -     |
| España    | 1967–68   | -        | -     |
| España    | 1968–69   | 2        | -     |
| España    | Total     | 8        | 3     |